# Exochus tegularis
Exochus tegularis là một loài tò vò trong họ Ichneumonidae.